# Robyn Bradley
Pour les articles homonymes, voir Bradley.
Robyn Bradley, née en 1977, est une nageuse sud-africaine.

## Carrière
Robyn Bradley remporte aux Jeux africains de 1995 à Harare la médaille d'or du 800 mètres nage libre,. Elle pratique aussi la nage en eau libre, terminant notamment 18e du 5 kilomètres aux Championnats du monde de natation 1998 à Perth.